# Box of Secrets
| Оценки критиков   | Оценки критиков |
| Источник          | Оценка          |
| ----------------- | --------------- |
| Evening Standard  | [ 1 ]           |
| Fame Magazine     | (положительный) |
| The Guardian      | [ 3 ]           |
| News of the World | [ 4 ]           |
| Yahoo! Music      | (положительный) |

 Box of Secrets  — дебютный студийный альбом британской певицы Зариф, выпущенный 30 августа 2010 года.

## Об альбоме
Box of Secrets включает в себя три сингла: «let Me Back», «Box of Secrets» и «Over».
Другие вошедшими треками в альбоме являются: «California», «Words» и «Summer in your Eyes» «Breakout», «Silence Room», «Seen It All Before» и «Can’t Do Nothing». Продюсерами выступили Tommy D (Корин Бэйли Рэй, Канье Уэст, Jay-Z), Блэйр Макичан (Лили Аллен), Full Phatt (The Rolling Stones, Кристина Милиан) и Фрэйзер Ти Смит (Kano, Джеймс Моррисон).
Несмотря на то, что Зариф выпустила «Let Me Back» на лейблах Sony BMG / RCA и записала там же полноформатный альбом, тем не менее Box of Secrets был выпущен на собственном лейбле певицы, Bright Pink Records.

## Синглы
- «Let Me Back[англ.]» был выпущен в качестве дебютного сингла Зариф 5 апреля 2009 года. На песню было снято музыкальное видео, режиссёром которого выступил Ребел Аллианс.
- «Box of Secrets» — заглавный трек альбома, был выпущен в качестве второго сингла 16 августа 2010 года. На сингловой версии песни рэп-партии исполнила Mz. Bratt. В оригинальной версии песни её рэп-партий нет. На «Box of Secrets» также было снято музыкальное видео, режиссёром которого выступил Энди Хилтон.
- «Over» первоначально должна была быть выпущена в качестве второго сингла Box of Secrets 10 августа 2009 года, но в итоге релиз был отложен. Позже песня была выпущена в качестве третьего сингла альбома 27 марта 2011 года. Режиссёром музыкального видео 2009 года к песне выступила Кинга Берза[англ.].

## Список композиций
Трек-лист Box of Secrets выглядит следующим образом:
1. «Box of Secrets» — 3:42
2. «Seen It All Before» — 3:40
3. «Breakout» — 3:20
4. «The Day The Music Left» — 3:41
5. «Over» — 3:20
6. «You Take The Darkness» — 4:00
7. «California» — 4:07
8. «Silence Room» — 3:45
9. «Stop What You Are Doing» — 3:50
10. «Words» — 4:23
11. «Let Me Back» — 3:40
12. «Summer In Your Eyes» — 4:05
13. «Box of Secrets» (при участии Mz Bratt) (Сингловая версия) — 3:42

Оригинальный трек-лист 2009 года
Первоначально Box of Secrets должен был выйти в 2009 году, после выпуска сингла «Over». Однако после того как его релиз был отменён, эта версия альбома также осталась невыпущенной. Это издание включает в себя другой вариант песни «Can’t Do Nothing», который в итоге не попал в окончательный трек-лист.
1. «Let Me Back» — 3:40
2. «California» — 4:07
3. «Over» — 3:20
4. «Box of Secrets» (original solo version) — 3:42
5. «Can’t Do Nothing» — 3:18
6. «Summer In Your Eyes» — 4:05
7. «Breakout» 3:20
8. «Silence Room» — 3:45
9. «Seen It All Before» — 3:40
10. «Words» — 4:23
11. «You Take The Darkness» — 4:00
12. «Stop What You Are Doing» 3:50